# Cathédrale Saint-Paul de Tirana
Pour les articles homonymes, voir Cathédrale Saint-Paul.
La cathédrale Saint-Paul de Tirana (albanais : Katedralja e Shën Palit) est la cathédrale de l'archidiocèse de Tirana-Durrës, en Albanie. Elle se trouve dans le centre-ville de la capitale Tirana, sur le boulevard Jeanne-d'Arc (Zhan D'Ark) qui longe la Lana. Ouverte en 2002, la cathédrale est dédiée à saint Paul apôtre, qui aurait fondé la communauté chrétienne de Durrës. Elle est protégée au titre des monuments culturels d'Albanie depuis le 5 mars 2007.
La cathédrale Saint-Paul est de forme triangulaire. Elle symbolise ainsi la Trinité, mais aussi les liens étroits entre les grandes religions d'Albanie.
Le toit de l'édifice plonge derrière la façade principale. La façade est dominée par une statue en pierre de saint Paul présente sur le fronton au-dessus de l'entrée. Les vitaux à gauche de l'entrée représentent le pape Jean-Paul II et  mère Teresa,. Le clocher est accolé au flanc nord-est de l'édifice. La grande coupole conçue par l'architecte n'est finalement construite qu'à moitié.
La cathédrale Saint-Paul remplace la cathédrale du Sacré-Cœur de Tirana comme siège de l'archidiocèse. La cathédrale Sainte-Lucie de Durrës est une co-cathédrale de la juridiction. Le terrain de la cathédrale est offert par l'État albanais à l'Église catholique lors de la visite du pape Jean-Paul II en Albanie en 1993. Lors de la création du nouvel archidiocèse en 1992, le cathèdre est transféré de Durrës à Tirana. La première pierre de la cathédrale Saint-Paul est posée en novembre 1994,. Toutefois, les travaux avancent lentement. Ils sont achevés en 2001. La cathédrale est consacrée le 26 janvier 2002.
À l'ouest de la cathédrale se trouve l'hôtel Dajti (de). Le siège de la Banka Kombëtare Tregtare se trouve à l'est. En face de la cathédrale, un pont pour piétons enjambe la Lana en direction du gratte-ciel European Trade Center et de la pyramide de Tirana.
L'autre cathédrale du diocèse est la cocathédrale Sainte-Lucie de Durrës.